# Josy Bernard
Pour les articles homonymes, voir Bernard.
Josy Bernard est une actrice et directrice artistique française, née le 18 décembre 1970 à Bergerac (Dordogne).
Active dans le doublage et les voix off, elle est notamment la voix française de Carrie Coon, Stefanie Höner, Angela Kinsey et Amy Carlson.

## Théâtre
- 1987 : Roméo et Juliette, S. Dekramer
- 1987 : Jean de la Fontaine, P. Bricart[3]
- 1988 : Le Moine
- 2000 : Cinquième avec ascenseur
- 2001 : Le Malade imaginaire
- 2003 : Madame Doubtfire
- 2009 : La Main passe

## Filmographie

### Cinéma

#### Longs métrages
- 1987 : Cérémonie d'amour de Walerian Borowczyk
- 1993 : Mauvais Garçon de Jacques Bral : Carole
- 1998 : Le Plaisir (et ses petits tracas) de Nicolas Boukhrief
- 2002 : Cavalcades de Noah Nuer
- 2004 : Un petit jeu sans conséquence de Bernard Rapp : Eve

#### Courts métrages
- 1988 : New-york 1935
- 1988 : Mascarades
- 1989 : La Baba de los caracoles
- 1992 : Mise au point de Bruno François-Boucher

### Télévision

#### Téléfilms
- 1990 : Jolly Joker de M. Sérafini
- 1991 : Soleil d'automne de J. Ertaud
- 1995 : La Colère d'une mère de J. Malaterre
- 1995 : Pour l'amour des autres de P. Planchon : Pauline Gauthier
- 1998 : La Clé des champs de Charles Némes
- 2011 : Il était une fois peut-être pas de Charles Némes

#### Séries télévisées
- 1992 : Catherine Courage : Mathilde
- 1992 : Les Cœurs brûlés : Patricia Leroy[4]
- 1994 : Les Yeux d'Hélène : Patricia Leroy
- 1998: Sous le soleil: Nancy Chabert (saison 4 épisode 20)
- 1999 : H : Sabine (saison 2 épisode 11)
- 1999 : 25 degrés sud : Elsa
- 2001-2003 : Franck Keller : Isabelle Girardin
- 2005 : Julie Lescaut : Camille Renoncourt (saison 14, épisode 4)
- 2006 : Le Maître du Zodiaque : Hélène Daguerre
- 2006-2007 : Central Nuit : Jeanne (10 épisodes)
- 2009 : Profilage : Linda Hamel
- 2013 : RIS police scientifique : Astrid Gavard
- 2013 : Section de recherches : Josiane Sorel
- 2014 : Famille d'accueil : Isabelle Maillol

## Doublage

### Cinéma

#### Films
- Carrie Coon dans : 
  - Kin : Le Commencement (2018) : Morgan
  - My Deer Hunter Dad (2018) : Linda

- 2009 : Whatever Works : Helena (Jessica Hecht)
- 2013 : La Malédiction de Chucky : Barb (Danielle Bisutti)
- 2016 : Ne t'endors pas : Natalie Friedman (Annabeth Gish)
- 2016 : La Filature : Dasha (Eve Torres)
- 2017 : Vegas Academy : Coup de poker pour la fac : Raina (Michaela Watkins)
- 2017 : Un Noël à El Camino : Jewels Daniels (Kimberly Quinn)
- 2017 : La Débutante : Elle-même (Christine Errath)
- 2018 : L'Avertissement : la mère de Martin (Alicia Sanchez)
- 2018 : The Perfection : Paloma (Alaina Huffman)
- 2018 : Swiped : Kara (Nina Millin)
- 2019 : Uncut Gems : Joani (Andrea Linsky)

#### Films d'animation
- 2009 : Hulk Vs : l'Enchanteresse Amora
- 2016 : Comme des bêtes : Maria

### Télévision

#### Téléfilms
- Brooke D'Orsay dans (7 téléfilms) :
  - Miss Noël (2017) : Holly Khun
  - Noël, couronnes et pâtisseries (2018) : Ellie Hartman
  - L'Atelier de jouets du Père Noël (2019) : Anne Garrison
  - Un fabuleux coup de foudre pour Noël (2020) : Margie Southworth
  - Là où se cache l'amour (2021) : Molly Machardy
  - La Bataille des mariés (2022) : Darby Sinclair
  - La Fable magique de Noël (2022) : Talia

- Nicole Marie Johnson dans :
  - La vie secrète de mon mari (2019) : Tara
  - La rentrée de la honte (2021) : Mira
  - Je suis l'autre femme de ton mari (2023) : Susan Bannister
  - Selma et Madison : À la vie, à la mort (2023) : Madison

- Anastasia Phillips (en) dans :
  - L'enfer de Madison : Obsession (2020) : Lisa Bransworth
  - L'enfer de Madison : Manipulation (2020) : Lisa Bransworth
  - L'enfer de Madison : Révélation (2020) : Lisa Bransworth

- Jody Thompson dans :
  - Une rivale dans ma maison (2007) : Monica
  - Une bonne étoile pour Noël (2014) : Beth
  - Le sourire du tueur (2014) : Cora Jesperson

- Stefanie Höner dans :
  - Barfuß bis zum Hals (en) (2009) : Sabine Steiner
  - Flirt Camp (2012) : Nina Runge
  - La loi du silence (2012) : Simone Wiegand

- Sylta Fee Wegmann dans :
  - Les Nouvelles stars (2008) : Cora Lohmann
  - Call-girl Undercover (2010) : Nina

- Aliyah O'Brien (en) dans:
  - Mon ange de glace (2015) : Brooke
  - La Boutique des secrets : L'Art du crime (2016) : Kimberly Colette Baumaine

- Angie Patterson dans :
  - Une belle-mère qui me veut du mal (2017) : Lana
  - B&B mortel (2018) : Robyn Flynn

- 2000 : Les Enfants de mon cœur : Gabrielle Roy (Geneviève Désilets)
- 2000 : Le temps passé : Annie Epson (Mel Harris)
- 2005 : Amour et préméditation : Marg Anderson (Sarah Deakins)
- 2005 : Rendez-moi mon mari ! : Dr Janice Golding (Nanci Chambers)
- 2005 : Victime de l'amour : Ashley (Sonya Salomaa)
- 2006 : Au fond de l'océan : Mathilda (Karin Boyd)
- 2006 : Fanaa : Zeenat (Lara Dutta)
- 2006 : Dans la vie d'une autre : Dr Jennifer Prasad (Iris Paluly)
- 2007 : Permis de mariage : Judith (Angela Kinsey)
- 2007 : Le Secret de ma fille : Denise (Jennifer Grant)
- 2007 : Urban Justice : Alice Park (Carmen Serano)
- 2007 : Un rêve de Noël : Sheila (Stefanie von Pfetten)
- 2011 : Une proie certaine : Clara Rinker (Tatiana Maslany)
- 2011 : La Vallée tranquille : Alexandra Neumann (Niki Finger)
- 2012 : Coma : Hanna Goldberg (Natalie Knepp)
- 2013 : Nos amis, nos amants : Simone Blank (Edita Malovcic)
- 2013 : Sa dernière course : Rita (Katrin Sass)
- 2014 : Le Médaillon de Noël : Patricia (Venus Terzo)
- 2015 : Briseuse de couple : Haylie (Barnes Brianna)
- 2015 : Une nouvelle jeunesse : Franziska Hoppen (Melanie Fouché)
- 2015 : Les Dessous de Melrose Place : Susan Edelman (Angela Galanopoulos)
- 2015 : Mon futur ex et moi : Juge Brown (Catherine Lough Haggquist)
- 2016 : Formule zéro calorie : Niki (Maja Beckmann)
- 2016 : Retrouvailles mortelles : Mme Edwards (Thea Gill)
- 2016 : La demoiselle grise : Clara Burke (Eilin O'Dea)
- 2017 : Elizabeth Smart, kidnappée à 14 ans : ? ( ? )
- 2017 : J'espionne mon ex : Myriam Hammerschmidt (Milena Dreissig)
- 2017 : Un Noël de roman : Marian (Julia Denton)
- 2017 : Papa par intérim à Noël : Bridget (Tara Yelland)
- 2017 : Une belle-mère qui me veut du mal : Petra (Corinne Nowicki)
- 2017 : Le ranch de Noël : Josephine (Jessica Heafey)
- 2017 : Une vie pour sauver mon fils : Amanda (Alaina Huffman)
- 2017 : Papa par intérim à Noël : Bridget (Tara Yelland)
- 2017 : L'amour dans le pré : Nicole Reed (Chiara Zanni)
- 2018 : Le fils perdu (de) : Simone Schenk (Ulrike C. Tscharre)
- 2018 : Ma famille sous surveillance : Mara Franklin (Talya Carroll)
- 2019 : Papa par accident (de) : Marion Siller (Doris Schretzmayer)
- 2020 : Mère porteuse pour star dangereuse : Ava Von Richter (Brianne Davis)
- 2021 : Un océan de suspicion : Laura Peterson (Krista Bridges)
- 2021 : Noël entre sœurs : Allison (Maury Morgan)
- 2022 : Parfaite à tout prix : Leslie James (Christy Bruce)
- 2022 : Vidéos truquées, ado en danger : Deb (Mena Suvari)

#### Séries télévisées
- Angela Kinsey dans (7 séries) :
  - The Office (2005-2013) : Angela Martin (en) (188 épisodes)
  - Monk (2007-2008) : Arlene Boras (saison 6, épisode 3 et saison 7, épisode 7)
  - New Girl (2013-2014) : Rose (4 épisodes)
  - The Hotwives (2014-2015) : Crystal Simmons (14 épisodes)
  - Bienvenue chez les Huang (2018) : Amy Chestnut (4 épisodes)
  - Miracle Workers (2019) : Gail (saison 1, épisodes 1 et 7)
  - Better Things (2022) : Fredericka (saison 5, épisodes 1 et 10)

- Amy Carlson dans (4 séries) :
  - New York, cour de justice (2005-2006) : Kelly Gaffney (13 épisodes)
  - NCIS : Enquêtes spéciales (2007) : Karen sutherland (saison 5, épisode 10)
  - Blue Bloods (2010-2017) : Linda Reagan (155 épisodes)
  - Un village à Brooklyn (en) (2019) : Julie Tucker (épisode 3)

- Sandrine Holt dans (4 séries) :
  - Hostages (2013-2014) : Sandrine Renault (15 épisodes)
  - Mr. Robot (2016) : Susan Jacobs (saison 2, épisodes 1 et 8)
  - Homeland (2018) : Simone Martin (8 épisodes)
  - Better Call Saul (2022) : Cheryl Hamlin (saison 6)

- Aliyah O'Brien (en) dans (4 séries) :
  - Bates Motel (2013-2017) : Regina (12 épisodes)
  - Motive (2014) : Grace Dinard (saison 2, épisode 13)
  - Take Two, enquêtes en duo (2018) : l'inspecteur Christine Rollins (10 épisodes)
  - Legends of Tomorrow (2021) : Kayla (saison 6)

- Michelle Ryan dans :
  - Bionic Woman (2007) : Jaime Sommers
  - Merlin (2008) : Nimueh
  - Métal Hurlant Chronicles (2012) : Jennifer
  - Covert Affairs (2013) : Helene Hanson

- Stefanie Höner dans :
  - Le Destin de Lisa (2005-2007) : Nina Pietsch
  - Mick Brisgau (2009) : Heike Jästers

- Annika Boras (en) dans : 
  - Made in Jersey (2012) : Penelope Banforth (épisode 3)
  - Succession (2018) : Anna Newman (saison 1, épisode 4)

- Carrie Coon dans :
  - Fargo (2017) (saison 3) : Gloria Burgle
  - The Sinner (2018) : Vera (saison 2)

- Natalia Millán dans :
  - Un, dos, tres (2002-2004) : Adela Ramos (70 épisodes)
  - Un, dos, tres : Nouvelle génération (2023) : Adela Ramos (épisode 8)

- Jody Thompson dans :
  - Motive (2015) : Bridget Vinton (saison 3, épisode 7)
  - Tracker (2025) : Kayla Darview (saison 2, épisode 9)

- Gabrielle Scharnitzky dans :
  - Shantaram (en) (2022) : Mme Zhou
  - Those About to Die (2024) : Drusilla
- 2007 : Les 4400 : Meghan Doyle (Jenni Baird)
- 2011 : Bones : Ruby Schnepp (Jennifer O'Dell)
- 2011-2016 : The Good Wife : Nora (Nicole Roderick)
- 2013-2017 : House of Cards : Patricia Whittaker (Suzanne Savoy (en))
- 2015 : Ascension : Emily Vanderhaus (Tiffany Lonsdale) (mini-série)
- 2015-2018 : American Patriot : l'inspecteur Agathe Albans (Aliette Opheim)
- 2016 : Le Maître du Haut Château : Sarah (Cara Mitsuko)
- 2017 : Gypsy : Holly Faitelson (Kimberly Quinn)
- 2017-2019 : Shadowhunters : Ollie (Alexandra Ordolis)
- 2020 : Doc : Agnès (Sara Lazzaro)
- 2022 : Obi-Wan Kenobi : Breha Organa (Simone Kessell) (mini-série)
- 2022 : Echo 3 (en) : Maggie Chesborough (Valerie Mahaffey)
- 2022 : This England : Amanda Pritchard (Julia Farino) (mini-série)
- 2023 : German Crime Story : Captives (de) : Irmgard Lübke (Marita Marschall (de))
- 2023 : Transatlantique : Peggy Guggenheim (Jodhi May) (mini-série)
- 2023 : La Roue du temps : ? (?) (saison 2)
- 2024 : Les Meurtres zen : Mme Bregenz (Michaela Caspar (de))

#### Séries d'animation
- 2009 : Monsieur Bébé : Mme Lumberg
- 2014 : Linkers : codes secrets : Tanya
- 2018-2019 : Le Trio venu d'ailleurs : Les Contes d'Arcadia : la reine Coranda
- 2019 : Carmen Sandiego : Dr Pilar Marquez

### Jeux vidéo
- 2014 : Infamous: Second Son : voix additionnelles
- 2017 : Wilson's Heart : ?
- 2023 : Final Fantasy XVI : ?
- 2023 : Cyberpunk 2077 : Phantom Liberty : ?

## Voix off

### Films institutionnels
- Burger King
- Domitys
- Eutelsat
- Fondation Total
- Groupe Pichet
- Medipole
- Methanisation
- Payot
- Medipole

### Publicités
- Voix officielle de Pampers
- Voix officielle de Glade (SC Johnson)
- Caprice des Dieux
- Mac Donald's
- Keratine Color de Schwarzkopf
- Super Liner Mat Matic de L'Oréal
- Opel Mokka
- Schär

### Documentaires
- Les hommes et moi
- L'Alcool
- Stonehenge Arte
- Les Oubliés de l'Histoire : George Best / Bobby Sands / Carl Lutz / Gala / Jerzy Popielusko / Salavatore Giuliano / Chasing Pluto / Mustapha Müller / Sylvie Rubinstein : Arte
- Aung San Suu Kyi
- Crime District
- Série " Les Philosophes : Genius of the Modern/ Ancien World : Niezche / Freud / Socrate / Confucius
- J'ai frôlé la mort
- Le mal de vivre
- Le mystère de la Joconde révélé
- Le roman de la colère de Priscilla Pizzato - Arte
- Science et vie TV
- Tchernobyl - France 5

### Audio-description
- Alex Hugo
- Iris Jaune
- La Casa mas grande del Mundo
- Les enquêtes de Murdoch
- Les Témoins (saisons 1 et 2)

## Direction artistique[5]
Films
- 2007 : Cook Off! (en)
- 2019 : Wounds
- 2019 : Nancy Drew and the Hidden Staircase
- 2021 : Anónima (es)

Téléfilms
- 2018 : Baby-blues mortel
- 2018 : Coup de foudre sur une mélodie de Noël
- 2018 : Instinct de survie : L'Océan de la peur
- 2018 : Les diamants de Noël
- 2018 : Un Noël de Blanche Neige
- 2019 : De l'amour au meurtre
- 2019 : Le Lycée des secrets
- 2019 : Le mariage de mon ex-fiancé
- 2019 : Le Noël des héros
- 2019 : Meurtre avec (pré) méditation
- 2019 : Mon beau-père diabolique
- 2019 : Noël à la une
- 2019 : Noël au palace
- 2019 : Portrait d'une romance
- 2019 : Tu es à moi !
- 2019 : Un bébé dans la crèche de Noël
- 2020 : Au cœur de la vengeance
- 2020 : Berlin, Berlin
- 2020 : Confessions d'une ado diabolique
- 2020 : Coup de foudre à la Saint-Valentin
- 2020 : Dans les griffes d'un mythomane
- 2020 : L'autre famille de mon père
- 2020 : Etudiante et plus si affinités
- 2020 : Hantée par mon passé
- 2020 : Happy New Love
- 2020 : La vérité sur la Reine du lycée
- 2020 : Ma fille, rattrapée par son passé
- 2020 : Maman, j'ai menti...
- 2020 : Ne dites rien à ma fiancée
- 2020 : Noël au château
- 2020 : Noël, mon boss & moi
- 2020 : Piégée sous leur toit
- 2020 : Prête à tout pour qu'il m'appartienne
- 2020 : Qui veut tuer la future mariée ?
- 2020 : Sous les coups de mon mari : L'affaire Lorena Bobbitt
- 2020 : Ado à coacher, père à séduire
- 2020 : Un Noël impérial
- 2020 : Une famille à tout prix !
- 2021 : Brisée par mon Ex
- 2021 : Épiée dans ma maison
- 2021 : Le jeu mortel d'un fan
- 2021 : Le plan parfait du Père Noël
- 2021 : Semaine de terreur au lycée
- 2021 : Dans l'enfer d'une secte
- 2021 : L'Escroc qui m'a séduite (en)
- 2021 : La revanche des Jones (en)
- 2021 : The Wrong Letter (en)
- 2021 : The Wrong Family (en)
- 2021 : Terreur sur le lac
- 2021 : Ensemble à tout prix
- 2021 : Ghosts of Christmas Past
- 2021 : On se connaît... ou pas
- 2021 : Chassez l'amour, il revient au galop
- 2021 : Amoureux de ma prof
- 2021 : Coup de foudre en terre inconnue
- 2021 : Le dernier roman de Mary
- 2021 : Bébé en danger
- 2021 : Amoureuse du futur marié
- 2021 : Mariés à Noël !
- 2021 : Une meurtrière dans l'équipe
- 2021 : Mon elfe de Noël (avec Jonathan Dos Santos)
- 2021 : Noël, toi et moi
- 2022 : Sur les traces de ma sœur
- 2022 : Un ex toxique
- 2021 : Vengeance sous les tropiques
- 2022 : Wrath : A Seven Deadly Sins Story
- 2022 : Road trip mortel
- 2022 : Trahison mortelle dans l'équipe
- 2022 : Le Prix de la victoire…
- 2022 : Ce n'est pas ta fille
- 2022 : Amoureuse d'un meurtrier
- 2022 : Il était deux fois Noël
- 2022 : Le Pacte des voleuses
- 2022 : Un amour de bodyguard
- 2022 : Le secret de mon Père Noël
- 2022 : Les témoins amoureux
- 2022 : Un baby-sitter trop séduisant
- 2022 : Une New-Yorkaise sous les tropiques
- 2022 : Un ex toxique
- 2022 : Coup de foudre sous l'océan
- 2022 : Coup de foudre, set et match
- 2022 : Coup de foudre à l'anglaise
- 2022 : Coup de foudre à l'auberge de Noël
- 2022 : Trois frères, Noël et un couffin
- 2022 : Une histoire éternelle pour Noël
- 2022 : Vengeance à la Fashion Week
- 2023 : Zoé, maman solo
- 2023 : Coup de foudre et petits arrangements
- 2023 : Et Rachel créa l’homme parfait !
- 2023 : Mon passé volé
- 2023 : Qui a tué mon père ?
- 2023 : Un intrus dans les murs de ma maison
- 2023 : Escroquerie aux sentiments
- 2023 : Justice pour Lauren
- 2024 : Ma mère, mon enfer

Séries télévisées
- 2020 : Quelqu'un doit mourir (mini-série)
- 2021 : Intergalactic (en)
- 2021 : Débris
- 2021 : Faking Hitler, l'arnaque du siècle (mini-série)
- depuis 2021 : Hacks
- depuis 2022 : New York, crime organisé (avec Ivana Coppola)
- depuis 2022 : The Resort

Télé-réalité
- J'ai dit oui à la robe